# Рутенбург, Виктор Иванович
Ви́ктор Ива́нович Рутенбу́рг (до 1937 года — Копе́йкин; 11 ноября 1911, Москва — 6 мая 1988, похоронен на Серафимовском кладбище Санкт-Петербурга) — советский историк-медиевист, доктор исторических наук, профессор Ленинградского университета, заведующий сектором всеобщей истории ЛОИИ АН СССР (1965—1987), член-корреспондент АН СССР с 23 декабря 1976 года по Отделению истории. Лауреат Государственной премии СССР (1987).

## Биография

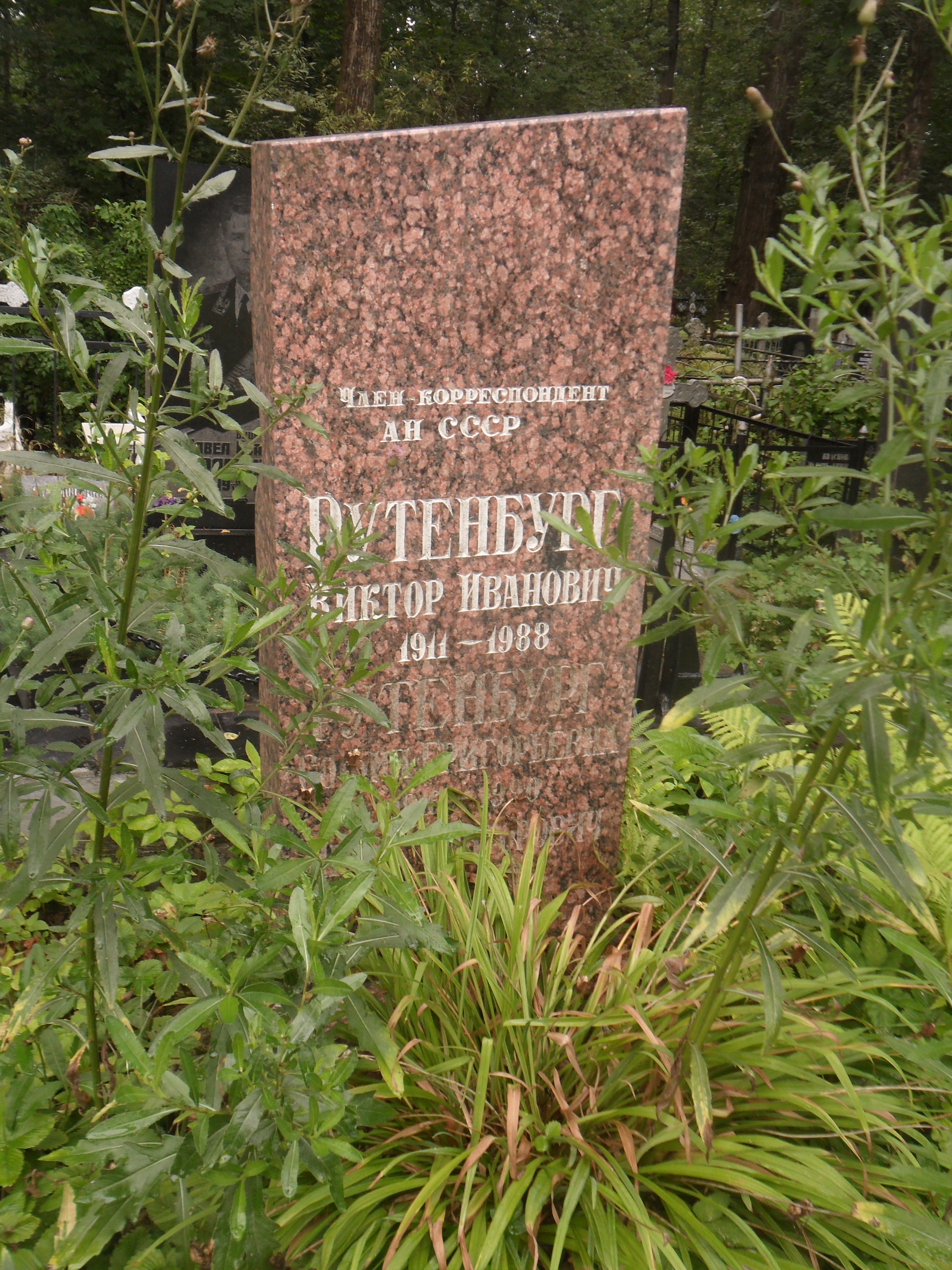
Могила Рутенбурга на Серафимовском кладбище Санкт-Петербурга.

Детские и юношеские годы провёл на Украине. Окончил Днепропетровский педагогический институт (1927—1930). Преподавал историю в школе пос. Вознесенский рудник, Рутченково и Донецке; работал инспектором Отдела народного образования г. Сталино. В 1933 году окончил годичные курсы молодых командиров РККА в Виннице, получив звание младшего лейтенанта запаса.
В 1934 году переехал в Ленинград. Преподавал историю на рабфаке при 2-м Медицинском институте (1935—1938), в одной из ленинградских школ (1939—1941). В 1937 году женился на Софье Григорьевне Рутенбург (1916—1990) и сменил фамилию.
28 июля 1938 года арестован по «делу эсперантистов», до 5 июля 1939 года находился в заключении. Восстановился в ЛГУ и окончил его исторический факультет (1940).
С 22 июня 1941 года по 7 февраля 1946 года — в рядах Красной армии. Член ВКП(б) с 1943 года. Награждён тремя орденами, в том числе орденом Красной Звезды и орденом Отечественной войны, и медалями.
После демобилизации восстановился в аспирантуре ЛГУ и начал работу в Ленинградском отделении Института истории АН СССР (с 1 марта 1946 года — младший научный сотрудник, с 1951 — заведующий западноевропейской секцией Архива, с 1965 — заведующий группой, с 1977 — заведующий сектором всеобщей истории) (с 1968 — Института истории СССР АН СССР). В 1949 году защитил кандидатскую диссертацию «Флорентийские компании XIV века: (из истории раннего капитализма)», в 1959 году — докторскую диссертацию «Народные движения в городах Италии (XIV — начало XV вв.)».
Преподавал в Ленинградском университете: доцент (1950—1960), с 1971 года — профессор кафедры истории Средник веков.
С 1963 года — председатель общегородской группы Ленинграда по изучению истории Италии, с 1977 года — председатель Комиссии по проблемам культуры Возрождения при Научном совете по истории мировой культуры АН СССР. Член Исполкома Международной комиссии по истории городов при Международном комитете исторических наук (с 1970), почётный член Исторического общества Лигурии (1976), иностранный член Исторического общества Тосканы (1976).
Был ответственным редактором сборника «Средние века» (с 1981), представлял советскую науку на многих международных конгрессах и конференциях.

## Научная деятельность
Являлся одним из ведущих отечественных специалистов в области истории Италии эпохи Позднего Средневековья и Возрождения. Ряд работ посвящён выдающимся деятелям эпохи Возрождения, а также истории развития капиталистических отношений в Италии в этот период.
В исследуемой тематике В. И. Рутенбурга значительное место отведено проблемам экономической истории, народным движениям XIV—XV веков, истории городов средневековой Италии, культурной истории эпохи Ренессанса. Рутенбургом написаны работы по истории Италии и учебные пособия. Автор более 200 публикаций по многим важным проблемам европейского Средневековья; работы опубликованы на многих европейских языках.
Важное значение для науки имела его деятельность по публикации рукописных материалов из архива ЛОИИ («Акты Кремоны XIII—XVI веков в собрании Академии наук СССР». М.; Л., 1961; «Итальянские коммуны XIV—XV веков». М., 1965).

## Основные работы
Монографии
- Очерк из истории раннего капитализма в Италии: Флорентийские компании XIV века. — М.; Л., 1951.
- Кампанелла. — Л., 1956.
- Народные движения в городах Италии XIV — начала XV века. — М.; Л.: АН СССР, 1958. — 384 с.
- Великий итальянский атеист Ванини. — М.: Изд-во АН СССР, 1959. — 128 с. — (Научно-популярная серия).
- Из истории трудящихся масс Италии / отв. ред. С. Д. Сказкин. — М., 1959.
- Итальянские коммуны XIV—XV вв.. — М., 1965.
- Италия и Европа накануне нового времени: очерки. — Л., 1974.
- Титаны Возрождения. — Л.: Наука, 1976. — 144 с. — (Из истории мировой культуры).
  - 2-е изд. 1991.
- Истоки Рисорджименто: Италия в XVII—XVIII вв. Л., 1980;
- Итальянский город от раннего средневековья до Возрождения. — Л., 1987. (рецензия Е. В. Гутновой)

Статьи
- Налогообложение и общественный кредит Флоренции XII—XV вв. // ЛГУ. Ученые записки. Серия исторических наук. Вып. 10. Л., 1941. С. 139—168.
- Эпоха Возрождения, свободомыслие и религия // Вопросы научного атеизма. Вып. 20. Актуальные проблемы истории атеизма и религии / Редкол. А. Ф. Окулов (отв. ред.); Акад. обществ. наук ЦК КПСС. Ин-т научного атеизма. — М.: Мысль, 1976. — С. 136—158. — 327 с. — 19 200 экз.

Составитель и редактор
- История Италии / Институт истории АН СССР, ред. коллегия: С. Д. Сказкин, К. Ф. Мизиано, С. И. Дорофеев. — М.: Наука, 1970. — Т. 1 / отв. ред. С. Д. Сказкин. Под ред. Л. А. Котельниковой и В. И. Рутенбурга. — 580 с. — 19 250 экз. (редактор тома и автор двух глав).
- Леон Баттиста Альберти. — М., 1977.
- Типология и периодизация культуры возрождения. — М.: Наука, 1978.
- Проблемы культуры итальянского Возрождения. — Л., 1979.
- Томас Мор: 1478—1978. Коммунистические идеалы и история культуры. М., 1981.
- Культура эпохи Возрождения и Реформация. — М.: Наука, 1981. — 268 с.
- Античное наследие в культуре Возрождения. — М, 1984.
- Культура Возрождения и общество. — М.: Наука, 1986.
- Городская культура: средневековье и начало Нового времени / Под ред. В. И. Рутенбурга. Л., 1986.